# Västallierades invasion av Nazityskland
Västallierades invasion av Nazityskland var ett militärt fälttåg mot Nazityskland som genomfördes av de västallierade under de sista månaderna av andra världskriget i Europa. Invasionen började med att de västallierade korsade floden Rhen innan de spred ut sig över hela västra Tyskland från Östersjön i norr till Österrike i söder innan tyskarna kapitulerade den 8 maj 1945. Detta är känt som "Central Europe Campaign" i amerikansk militärhistoria.
I början av 1945 blev händelserna i Europa gynnsamma för de allierade styrkorna. På västfronten hade de allierade kämpat i Tyskland sedan Slaget vid Aachen och i januari slog tyskarna tillbaka i Ardenneroffensiven. Misslyckandet i denna sista stora tyska offensiv utmattade stora delar av Tysklands sista militära krafter, vilket orsakade att tyskarna blev dåligt förberedda att stå emot de allierades slutgiltiga fälttåg i Europa. Ytterligare förluster i Rhenlandet försvagade ytterligare den tyska armén, och de överlevande av de förintade förbanden fick försvara den östra stranden av floden Rhen. Den 7 mars intog de allierade den sista återstående intakta bron över Rhen vid Remagen, och hade etablerat ett stort brohuvud på flodens östra strand. Under Operation Lumberjack och Operation Plunder i februari–mars 1945 uppräknas de tyska förlusterna till 400 000 man, däribland 280 000 tillfångatagna.
På östfronten hade den sovjetiska Röda armén (inklusive den polska armén under sovjetiskt befäl) befriat stora delar av Polen och närmade sig Berlin. Sovjet trängde även sig in Ungern och östra Tjeckoslovakien, och gjorde tillfälligt halt vid den tyska gränsen på Oder-Neisse-linjen. Dessa snabba framsteg på östfronten förstörde ytterligare tyska veterantrupper och begränsade starkt Adolf Hitlers förmåga att förstärka sitt försvar vid Rhen. Således, då de västallierade slutförde sina förberedelser för den slutliga framstöten mot Tysklands hjärta, verkade segern inom synhåll för de allierade.